# 張甲徵
張甲徵（？—？），字懋一，號苜谷，山西平陽府蒲州人，軍籍，明朝政治人物。

## 生平
萬曆十年（1582年）壬午科山西鄉試第二名舉人，萬曆十一年（1583年）癸未科會試第一百四十一名，登二甲第十一名進士。兵部觀政，本年授兵部主事，十三年丁憂，十六年復除兵部，十八年調吏部主事，調考功司，二十一年京察不及，降两淮運判，二十二年升東昌府通判，二十四年升刑部主事，二十五年漕运理刑，歷官至刑部员外郎、工部郎中，管济宁河道，告病卒。

## 家族
曾祖張誼，曾任累贈光祿大夫柱國少師兼太子太師吏部尚書中極殿大學士；祖父張允齡，曾任累封光祿大夫柱國少師兼太子太師吏部尚書中極殿大學士；父張四維，曾任光祿大夫柱國少師兼太子太師吏部尚書中極殿大學士。母王氏（累封一品夫人）。